# Ford Durango

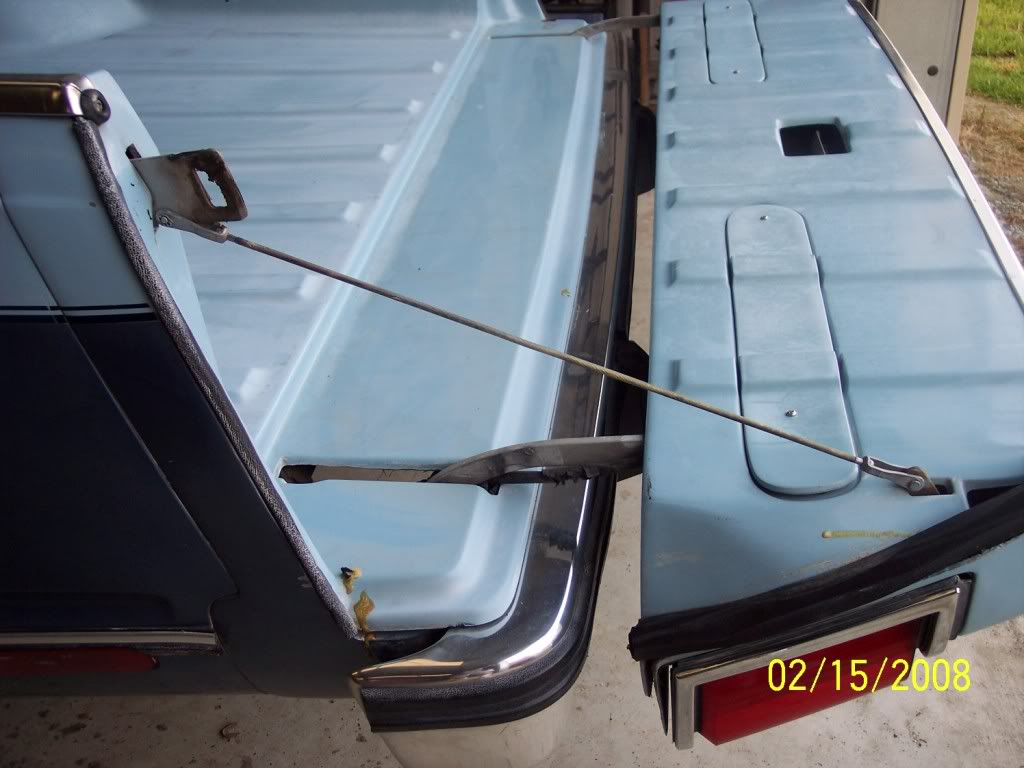
Деталь задней двери Ford Durango, показывающая заливную панель и встроенные задние фонари

Ford Durango — ют американской компании Ford Motor Company. Выпускался с 1979 по 1982 год. Автомобиль стал результатом совместного предприятия Ford и National Coach Works в Лос-Анджелесе, Калифорния.
Хотя официально Ford Durango не является серийным автомобилем или заменой Ford Ranchero (производство которого завершилось в 1979 году), он был разработан как потенциальный конкурент Chevrolet El Camino. Заказы принимались дилерскими центрами Ford.
Поскольку ни одна из компаний не вела официальных итогов, оценки производства варьируются от 200 до 350, при этом известно, что National Coach Works произвела 212 автомобилей.

## Описание
Прототип Ford Durango был разработан и выпущен Джимом Стивенсоном и его сыновьями, Джимом Стивенсоном-младшим и Биллом Стивенсоном. Изготовление кузова на заказ производилось в их мастерской в Пакойме, Калифорния. Прототип был изготовлен из листового металла ручной работы, а затем отправлен в компанию G & K Fiberglass в Сильмаре, Калифорния, для изготовления пресс-форм из стекловолокна для изготовления кузова пикапа и задней двери для производства «Durango». Права на производство и продажу Durango дилерским центрам Ford были лицензированы National Coach Works после того, как Хэл Кох, друг Джима Стивенсона, работавший в National Coach, увидел прототип. При сборке Ford Durango был учтён опыт Ford Fairmont Futura, двухдверного купе.

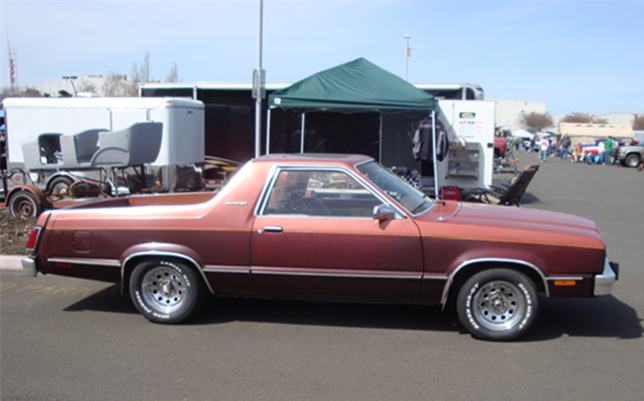
Вид сбоку
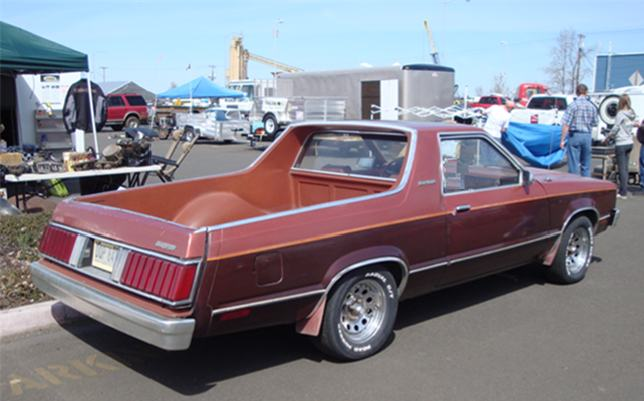
Вид сзади

## Технические характеристики
В заводском исполнении Ford Durango оснащался 3,3-литровым рядным шестицилиндровым двигателем Thriftpower Six I6, который сочетался в паре с трёхступенчатой автоматической трансмиссией.